# Ichthyoxenus fushanensis
Ichthyoxenus fushanensis is een pissebed uit de familie Cymothoidae. De wetenschappelijke naam van de soort is voor het eerst geldig gepubliceerd in 1999 door Tsai & Dai.